# Фонтелес, Луис
Луис Фелипе Маркес Фонтелес (порт.-браз. Luiz Felipe Marques Fonteles; род. 19 июня 1984 года, Куритиба), известный под именем Липе (порт.-браз. Lipe) — бразильский волейболист, доигровщик национальной сборной, олимпийский чемпион, серебряный призёр чемпионатов мира (2014 и 2018).

## Карьера
Спортивную карьеру Липе начал в 2002 году и в дебютном году стал бронзовым призёром домашнего национального первенства в составе клуба Esporte Clube Banespa.
В 2003 году перешел в состав известной волейбольной команды Модена. В цветах этого клуба Липе выиграл Кубок вызова ЕКВ в 2008 году, стал вице-чемпионом Кубка ЕКВ в 2004, но ни разу не завоёвывал медалей национального первенства.
За свою карьеру бразильский доигровщик становился чемпионом Японии (2008), Греции (2010) и Турции (2017). Выигрывал Кубок и Суперкубок Польши (оба в 2013 году). В 2014 году вместе с турецким клубом Фенербахче второй раз выиграл Кубок вызова.
В национальной сборной дебютировал в 2005 году и сразу же выиграл чемпионат Южной Америки. После этого Липе долгое время не выступал в сборной, в которой на позиции доигровщика блистали Жиба, Мурило и Данте.
После лондонской Олимпиады в сборной Бразилии произошли изменения и Липе вновь стал вызываться в сборную. Трижды он становился вице-чемпионом Мировой лиги, а в 2014 году выиграл серебряную медаль чемпионата мира, где он не был игроком стартового состава, а в основном выходил на замену для усиления подачи.
В 2016 году на домашней Олимпиаде в паре с Рикардо Лукарелли Липе составил основную пару доигровщиков и по итогам турнира стал олимпийским чемпионом, набрав в финальном матче с итальянцами 11 очков. После Олимпиады заявил о завершении карьеры в национальной команде.
Однако, несмотря на решение завершить карьеру в сборной, Липе вернулся в национальную команду и сыграл на чемпионате мира, где стал во второй раз серебряным призёром мирового первенства.